# Мартті Йоенполві
Ма́ртті Ка́леві Йо́енпо́лві (фін. Martti Kalevi Joenpolvi; *19 квітня 1936, Кекісалмі, Фінляндія, тепер Приозерськ, Ленінградська область, Росія) — фінський письменник, який живе і працює в Нокії.
Один із найкращих авторів оповідань у фінській літературі завдяки своєму виразному стилю, вибору тем і психологічній проникливості.

## З життєпису
Батьки Мартті Йоенполві – залізничник (шляховий майстер) Антті Йоенполві та Іда Естер Нурмі. 
У 1957–1958 роках Йоенполві навчався в так званій Народній академії, а в 1959–1962 та 1966–1967 роках, окрім своєї роботи письменником, працював редактором реклами в Tammer-mainos Oy, також продавцем у крамниці жерстянщика.
Літературний дебют — збірка новел «Шість днів весни» (Kevään kuusi päivää) була опублікована в 1959 році.
Повністю на літературну роботу перейшов у 1968 році. 
Йоенполві був членом правління Пірккалійських письменників у 1963–1966 і знову починаючи від 1975 року. 
Останнім його твором є роман «Оповідь життя» (Kerrottu elämä, 1997). За його ж словами, видавець Gummerus оголосив конкурс оповідань, який проводиться раз на 2 роки, найкращі з яких будуть опубліковані в антології.

## З доробку
Самотність була центральною темою творчості Йоенполві до 1980-х років. У деяких романах головним героєм є самотня, зазвичай проста людина, яка через фізичні причини зведена до ролі стороннього спостерігача. Пізніші романи також описують огляд прожитого життя і близькість смерті. Збірка оповідань «Бронзовий вік» (Pronssikausi, 1988) ознаменувала зміну теми та стилю автора. Хоча загальний настрій творів став більш спокійним, їм притаманні ширша тематика і фантастичний реалізм. Такими стали і наступні твори письменника.
Бібліографія
- «Шість днів весни» (Kevään kuusi päivää), роман (1959)
- «Чорний, як бруд» (Niin musta kuin multa), роман (1961)
- «Римські свічки» (Roomalaiset kynttilät), роман (1963)
- Jos huonetta ei rakenna, роман (1965)
- Johanneksenleipäpuu, збірка оповідань (1967)
- «Літній кіт» (Kesäkissa), радіоп'єса (1968)
- «Мідні гроші» (Kuparirahaa), збірка оповідань (1969)
- Н«іч, коли лід зміцнів» (Yö jona jäät vahvistuivat), роман (1971)
- «Все продається» (Kaikki alennuksella), роман (1973)
- «Самотність» (Yksinäisyys), збірка оповідань (1975)
- Marmoriuni, роман (1977)
- «У вересні» (Syyskuussa), радіоп'єса (1978)
- «Почесний гість» (Kunniavieras), Вибрані оповідання (1979)
- «Біла альтанка» (Valkoinen huvimaja), роман (1980)
- «Яблуні давно цвітуть» (Kauan kukkineet omenapuut), збірка оповідань (1982)
- Syyskuussa (1982)
- Haastemies, збірка оповідань (1984)
- Tupakkakauppiaan moraali, роман (1986)
- Оповідання / Novellit (1986)
- «Бронзовий вік» (Pronssikausi), збірка оповідань (1988)
- «У здоровому тілі» (Terveessä ruumiissa), збірка оповідань (1990)
- Jalopuumetsä, збірка оповідань (1992)
- «Дикі норки» (Villiminkit), збірка оповідань (1994)
- Оповідання 2 / Novellit 2, збірка оповідань (1996)
- «Оповідь життя» (Kerrottu elämä), роман (1997)
- Вибрані оповідання / Valitut novellit (2006)

## Нагороди та визнання
Мартті Йоенполві удостоєний численних нагород, премій і відзнак:
- Премія Калеві Янті 1960
- Літературна премія міста Тампере 1961, 1971, 1975, 1977, 1980, 1982, 1984, 1986, 1988, 1990, 1994 і 1997
- Премія Унто Сеппенена 1966
- Нагорода Гуммерус «Карлів день» 1970, 1981 і 1991
- Державні премії з літератури 1974, 1981, 1989
- Премія Алекса Матсона 1976
- Премія Вейньо Лінна 1984
- Медаль Pro Finlandia 1989
- Мистецька медаль округу Хяме 1993
- Нагорода визнання Спілки письменників Фінляндії 1997
- Премія Алексіса Ківі 1999
- Державна митецька пенсія 1999